# Erwin Nijboer
Erwin Nijboer, né le 2 juin 1964 à Denekamp, est un coureur cycliste néerlandais. Professionnel de 1985 à 1997, il notamment remporté les Trois Jours de La Panne et une étape du Tour d'Espagne en 1990.
Son frère Werner a également été coureur cycliste chez les amateurs.

## Palmarès sur route
- 1989
  - 2ea étape du Tour d'Espagne (contre-la-montre par équipes)
- 1990
  - Classement général des Trois Jours de La Panne
  - 4e étape du Tour d'Espagne
- 1992
  - 2e de Porto-Lisbonne
- 1993
  - 5eb étape du Tour de Murcie

## Résultats sur les grands tours

### Tour de France
5 participations
- 1986 : abandon (18e étape)
- 1987 : abandon (21e étape)
- 1988 : abandon (15e étape)
- 1989 : abandon (17e étape)
- 1994 : 99e

### Tour d'Espagne
10 participations
- 1986 : 41e
- 1987 : abandon (17e étape)
- 1988 : 111e
- 1989 : 138e, vainqueur de la 2ea étape (contre-la-montre par équipes)
- 1990 : 119e, vainqueur de la 4e étape
- 1991 : abandon (3e étape)
- 1992 : 124e
- 1993 : 111e
- 1995 : 74e
- 1996 : abandon (16e étape)

### Tour d'Italie
2 participations
- 1994 : 87e
- 1995 : 103e

## Palmarès en cyclo-cross
- 1980-1981
  - 10e du championnat du monde de cyclo-cross juniors
- 1981-1982
  -  Champion des Pays-Bas de cyclo-cross juniors
  -  Médaillé d'argent du championnat du monde de cyclo-cross juniors